# Frans Olof Ask

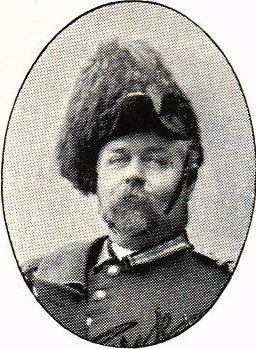
Frans Olof Ask

Frans Olof Ask, född 24 juni 1857 i Lund, död 27 januari 1922 i Malmö Caroli församling, var en svensk väg- och vattenbyggnadsingenjör. Han var son till Carl Jacob Ask.
Efter avgångsexamen från Kungliga Tekniska högskolan 1880 blev Ask underlöjtnant vid Norra skånska infanteriregementet 1881. Han avlade avgångsexamen vid Krigshögskolan 1886 och erhöll avsked med tur och befordringsrätt 1888. Han blev löjtnant i nämnda regemente 1890 och i Väg- och vattenbyggnadskåren 1891. Han var baningenjör vid Statens Järnvägar i Malmö från 1893 och blev kapten i nämnda kår 1901. Ask är begravd på Norra kyrkogården i Lund.